# Sidney (Nebraska)
Sidney és una població dels Estats Units a l'estat de Nebraska. Segons el cens del 2000 tenia 6.282 habitants.

## Demografia
Segons el cens del 2000, Sidney tenia 6.282 habitants, 2.621 habitatges, i 1.672 famílies. La densitat de població era de 393,1 habitants per km².
Dels 2.621 habitatges en un 31% hi vivien nens de menys de 18 anys, en un 51,5% hi vivien parelles casades, en un 9,3% dones solteres, i en un 36,2% no eren unitats familiars. En el 31,5% dels habitatges hi vivien persones soles el 13,3% de les quals corresponia a persones de 65 anys o més que vivien soles. El nombre mitjà de persones vivint en cada habitatge era de 2,35 i el nombre mitjà de persones que vivien en cada família era de 2,96.
Per edats la població es repartia de la següent manera: un 26,2% tenia menys de 18 anys, un 7,7% entre 18 i 24, un 27,3% entre 25 i 44, un 21,7% de 45 a 60 i un 17,2% 65 anys o més.
L'edat mediana era de 38 anys. Per cada 100 dones de 18 o més anys hi havia 88 homes.
La renda mediana per habitatge era de 33.935 $ i la renda mediana per família de 41.050 $. Els homes tenien una renda mediana de 30.286 $ mentre que les dones 20.000 $. La renda per capita de la població era de 17.158 $. Aproximadament el 7% de les famílies i el 9% de la població estaven per davall del llindar de pobresa.

## Poblacions més properes
El següent diagrama mostra les poblacions més properes.